# STB F 106–107
Die zweiachsigen Gepäckwagen der Gattung F und den Nummern 106–107 der Seetalbahn (STB) waren ab 1904 im Einsatz. Ein Exemplar ist bis heute erhalten geblieben.

## Geschichte
1904 bestellte die STB bei der Schweizerischen Wagons- und Aufzügefabrik AG Schlieren-Zürich (SWS) zwei Gepäckwagen.
1922 bei der Verstaatlichung der STB wurden die Wagen von den Schweizerischen Bundesbahnen (SBB) übernommen und bekamen die Nummer 17462–17463. Zwischen 1938 und 1941 wurden die beiden aus dem Gepäckwagendienst zurückgezogen und als Werkstattwagen Xc 99052 und 99055 genutzt. Wagen 106 wurde später abgebrochen, Wagen 107 wurde bis 1981 aufbewahrt und dann dem Schrotthändler Solenthaler AG in St. Margrethen überlassen. 1989 konnte dieser Wagen zusammen mit dem Personenwagen B2 915 der Jura-Simplon-Bahn von der Historischen Eisenbahn Gesellschaft (HEG) in Lengnau übernommen werden. Dort wurde er restauriert und äußerlich in den Zustand von 1922 zurückgebaut. Auf eine originalgetreue Inneneinrichtung wurde verzichtet und dafür eine Bar und elegante Bestuhlung eingebaut. Seit 1990 ist er bei der HEG im Einsatz und wurde mietweise auch schon anderen Museumsbahnen überlassen.